# Gunman Chronicles
Gunman Chronicles è uno sparatutto in prima persona per Windows pubblicato nel 2000. Nacque inizialmente come mod per Half-Life, ma grazie al successo riscosso su internet, la Valve si è interessata a questo progetto e collaborando con gli sviluppatori di questo mod, la Rewolf Software, ha creato un gioco a sé stante.
L'ambientazione del gioco è futuristica, ma caratterizzata da elementi in stile western e dalla presenza di dinosauri.

## Trama
Il giocatore interpreta il maggiore Archer, una sorta di mercenario spaziale in un futuro non meglio precisato, specializzato nell'esplorazione di pianeti della galassia per scoprire nuove risorse.
Il gioco inizia con una richiesta d'aiuto dal pianeta Bazure Prime: il segnale sembra provenire da un generale, che anni prima Archer aveva abbandonato sul campo di battaglia credendolo morto in quanto era stato divorato da un gigantesco mostro vermiforme.
Arrivato su Bazure Prime, la situazione precipita e Archer si ritrova a dover fronteggiare creature ostili di ogni tipo.

## Modalità di gioco
È presente un alto grado di personalizzazione delle armi: per ogni tipo di essa infatti è possibile impostare diverse regolazioni che hanno un effetto concreto sull'efficacia in combattimento.